# 博多のえくぼ
博多のえくぼ（はかたのえくぼ）は、KBCラジオで放送している、夜の番組である。
パーソナリティは、綾垣陽子。
提供スポンサーは、博多の女（二鶴堂）。

## 放送時間
- 日曜日：20:15～20:30(JST)

## 番組内容
毎週、最近使われなくなった博多弁などを紹介したり、尾形大作によるフリートークのコーナーもある番組。

また、尾形大作の新曲などを流したりする。
| スタブアイコン | サブスタブ | この項目は、まだ閲覧者の調べものの参照としては役立たない、ラジオ番組に関連した書きかけの項目です。この項目を加筆・訂正などしてくださる協力者を求めています（P:ラジオ/PJ:放送番組）。 |